# Drogist
Drogist   (Droguería) es en Alemania, Austria y Suiza, una formación profesional reconocida.

## Formación Profesional
En Alemania, de acuerdo con la reglamentación oficial, el aprendizaje de Droguería tiene una duración de tres años, con una formación dual: Teoría en una escuela y prácticas en una empresa. Al finalizar los tres años, se realiza un examen ante profesionales de la Cámara de Industria y Comercio. Es una titulación secundaria superior (Realschule),  con asignaturas como química y biología. La enseñanza incluye una parte comercial ( contabilidad, inventarios, servicio al cliente, etc) y una parte teórica, como el uso de productos cosméticos,  la anatomía humana, plantas, medicamentos, fotografía, plaguicidas y otras sustancias peligrosas. Antiguamente, pertenecía también a la profesión de droguista la fabricación de productos cosméticos y técnicas de preparaciones y mezclas de infusiones. Pero fue desplazada totalmente por los productos industriales.
En el año 2012, fueron más de 1200 los estudiantes que finalizaron sus estudios.

### La Remuneración durante el aprendizaje
Los alumnos reciben de las empresas una remuneración mensual, cuyo monto se establece legalmente. Para el año 2011 fueron:
- 1º año de formación: € 630 € hasta 750
- 2º año de formación: € 750 € 812
- 3º año de formación: € 860 € 930